# Индонезийский жестовый язык
Индонезийский жестовый язык (Indonesian Sign Language; индон. Bahasa Isyarat Indonesia, BISINDO) — один из нескольких индонезийских языков, который распространён среди глухих, проживающих на островах Бали и Ява в Индонезии. Также имеет джокьякартский и джакартский диалекты, распространённые в городах Джокьякарта и Джакарта.
В 94 школах для глухих используется устный метод обучения. Также используют балийский жестовый язык в качестве второго. Также является смесью малайзийского жестового языка и коренных жестов. Американский жестовый язык не используется, хотя именно на нём этот язык и основывается.